# Jerry Persson
Jerry Persson, född 29 april 1969, svensk ishockeyspelare (forward). Jerry Persson spelade i Tyringe innan han gick vidare till Frölunda HC.
Persson ingick i Frölunda HC:s SM-silverlag säsongen 1995–1996, som förlorade finalserien mot Luleå HF. Persson spelade även i HV71 under två säsonger innan han avslutade sin karriär på grund av skador.

### Fotnoter
1. ↑  Stefan Nilsson (19 februari 2016). ”Här är 10 klassiska kedjor vi minns” (på svenska). Expressen. https://www.expressen.se/gt/sport/har-ar-10-klassiska-kedjor-vi-minns/. Läst 10 juni 2019.